# Armin Guhl
Armin Guhl (* 14. September 1907; † vor dem 11. November 1981) war ein Schweizer Zehnkämpfer.
Guhl war Mitglied des TV Schaffhausen und des Stadtturnvereins Winterthur. Mit 21 spezialisierte er sich auf den Zehnkampf und wurde in der Disziplin  1931, 1933, 1936 und 1937 Schweizer Meister. Er nahm für die Schweiz an den 1. Leichtathletik-Europameisterschaften 1934 in Turin teil, erreichte dort mit 6250 Punkten den 5. Platz und stellte damit einen neuen Schweizer Rekord auf. An den Olympischen Spielen 1936 in Berlin verbesserte er seinen eigenen Rekord nochmals. Er erreichte dort am 8. August 1936 mit 6618 Punkten den sechsten Platz und gewann damit ein olympisches Diplom. Sein Schweizer Rekord wurde 1942 von Raymond Anet mit 6675 Punkten überboten. Ein Skiunfall bedeutete 1938 sein Karriereende. Im Laufe seiner Karriere konnte er 47 von 52 bestrittenen Wettkämpfen gewinnen.
Guhl verstarb im November 1981 an den Folgen eines Hirnschlags.